# Le Rozel
Le Rozel – miejscowość i gmina we Francji, w regionie Normandia, w departamencie Manche.
Według danych na rok 1990 gminę zamieszkiwało 251 osób, a gęstość zaludnienia wynosiła 45 osób/km² (wśród 1815 gmin Dolnej Normandii Le Rozel plasuje się na 640. miejscu pod względem liczby ludności, natomiast pod względem powierzchni na miejscu 834.).